# Sistema honorífico britânico

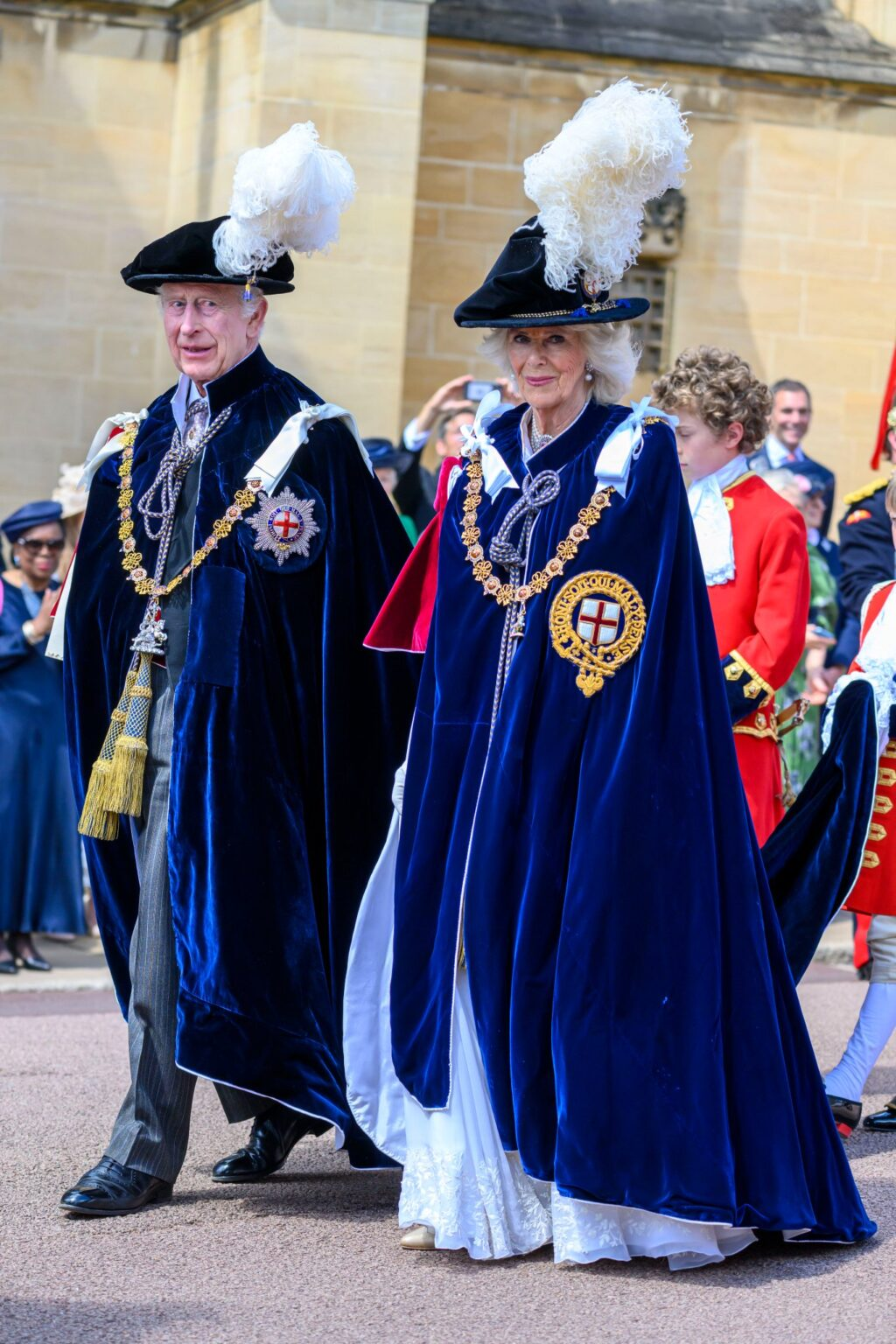
Carlos III e Rainha Camila durante a procissão da Ordem da Jarreteira, em 2024. A Jarreteira, fundada no século XIV, é a mais antiga ordem de cavalaria em uso no mundo.

O Reino Unido possui um extenso e tradicional sistema de honrarias e condecorações que refletem, em sua grande maioria, o papel central exercido pela monarquia na cultura e vida política do país. O que atualmente integra o sistema honorífico britânico foi forjado ao longo de séculos, mais precisamente desde o século XIV com a fundação da Ordem da Jarreteira, a mais antiga ordem de cavalaria ainda em atividade no mundo. Além da Jarreteira, que representa a mais alta distinção e honraria britânica, o Reino Unido também contempla diversas outras ordens honoríficas de significativo prestígio, como a Ordem do Cardo-selvagem e a Ordem do Banho. Juntamente com a Ordem de São Miguel e São Jorge e a Ordem do Império Britânico, estas três honrarias representam diretamente o poder e o agraciamento direto do Soberano britânico e estão diretamente relacionadas ao desenvolvimento político e cultural do país ao longo da era moderna. 
No Reino Unido, todas as honrarias e condecorações são concedidas diretamente por vontade do Soberano, sendo que algumas destas condecorações necessitam de consentimento do Parlamento. Entretanto, o monarca nomeia pessoalmente os Cavaleiros da Jarreteira e do Cardo-selvagem conforme seu espontâneo desejo. Como chefe de Estado da nação, o Soberano britânico é a fonte de honra de todas as ordens, condecorações e honrarias expedidas pelo Reino Unido a seus cidadãos ou estrangeiros. O sistema consiste em três tipos de concessões:
- Honras são usadas para reconhecer méritos em termos de condecoração e serviços;
- Condecorações tendem a ser usadas para reconhecer feitos específicos;
- Medalhas são usadas para reconhecer valentia, grande e/ou valioso serviço e/ou boa conduta.

## Ordens de cavalaria
Atualmente, o sistema de honras britânico contempla seis ordens de cavalaria e quatro ordens honoríficas. Os respectivos estatutos de cada ordem especificam, por exemplo, a aplicação da ordem, o uso dos tratamentos, a insígnia e sua exibição. As ordens são listadas abaixo de acordo com seu grau de precedência dentro do Pariato do Reino Unido.

### Ordens atuais
| Insígnia                                    | Ordem                           | Graus | Fundação e lema                                           | Fundador                | Barreta |
| ------------------------------------------- | ------------------------------- | --- | --------------------------------------------------------- | ----------------------- | ------- |
| Insígnia da Ordem da Jarreteira             | Ordem da Jarreteira             | Cavaleiro (KG) Dama (LG) | 23 de abril de 1348 HONI SOIT QUI MAL Y PENSE             | Eduardo III             |         |
| Insígnia da Ordem do Cardo-selvagem         | Ordem do Cardo-selvagem         | Cavaleiro (KT) Dama (LT) | 29 de maio de 1687 NEMO ME IMPUNE LACESSIT                | Jaime II                |         |
| Insígnia da Ordem                           | Ordem do Banho                  | Cavaleiro Grã-Cruz (GCB) Dama Grã-Cruz (GCB) Cavaleiro Comandante (KCB) Dama Comandante (DCB) Companheiro (CB)                                | 18 de maio de 1725 TRIA IUNCTA UNO                        | Jorge I                 |         |
| Insígnia da Ordem de Mérito                 | Ordem de Mérito                 | Membro (OM) | 23 de junho de 1902 FOR MERIT                             | Eduardo VII             |         |
| Insígnia da Ordem de São Miguel e São Jorge | Ordem de São Miguel e São Jorge | Cavaleiro Grã-Cruz (GCMG) Dama Grã-Cruz (GCMG) Cavaleiro Comandante (KCMG) Dama Comandante (DCMG) Companheiro (CMG)                           | 28 de abril de 1818 AUSPICIUM MELIORIS ÆVI                | Jorge, Príncipe Regente |         |
| Insígnia da Real Ordem Vitoriana            | Real Ordem Vitoriana            | Cavaleiro Grã-Cruz (GCVO) Dama Grã-Cruz (GCVO) Cavaleiro Comandante (KCVO) Dama Comandante (DCVO) Comandante (CVO) Tenente (LVO) Membro (MVO) | 21 de abril de 1896 VICTORIA                              | Vitória                 |         |
| Insígnia da Ordem do Império Britânico      | Ordem do Império Britânico      | Cavaleiro Grã-Cruz (GBE) Dama Grã-Cruz (GBE) Cavaleiro Comandante (KBE) Dama Comandante (DBE) Comandante (CBE) Oficial (OBE) Membro (MBE)     | 4 de junho de 1917 FOR GOD AND THE EMPIRE                 | Jorge V                 |         |
| Insígnia da Ordem dos Companheiros de Honra | Ordem dos Companheiros de Honra | Membro (CH) | 4 de junho de 1917 IN ACTION FAITHFUL AND IN HONOVR CLEAR | Jorge V                 |         |
| Insígnia da Ordem de Serviços Distintos     | Ordem de Serviços Distintos     | Companheiro (OSD) | 6 de setembro de 1886                                     | Vitória                 |         |
| Insígnia da Ordem do Serviço Imperial       | Ordem do Serviço Imperial       | Companheiro (ISO) | 8 de agosto de 1902 FOR FAITHFUL SERVICE                  | Eduardo VII             |         |

### Ordens em desuso
Ao longo da história britânica, algumas ordens de cavalaria foram criadas por questões específicas em variados contextos como celebração de eventos históricos e, eventualmente, acabaram caindo em desuso ou perderam completamente seu sentido original, deixando de ser galardoadas pelo Soberano britânico. A maioria das ordens de cavalaria britânicas em desuso ou inativas atualmente perderam seu prestígio conforme o declínio do Império Britânico durante o século XX.
Em 1783, Jorge III fundou a Ordem de São Patrício para galardoar súditos residentes no Reino da Irlanda em consonância com a aprovação do Ato de União de 1800 que passou a englobar o pariato irlandês como parte da aristocracia das Ilhas Britânicas. Desde 1922, após o estabelecimento do Estado Livre Irlandês, somente membros da família real foram criados à ordem, o último deles em 1936. O mais longevo cavaleiro da ordem foi Henrique, Duque de Gloucester, que faleceu em 10 de junho de 1974. Apesar de dormente, a ordem oficialmente ainda existe, e pode ser ativada a qualquer momento caso o Soberano a conceda a algum súdito.
As posteriores reformas no sistema de honras resultaram em outras modificações. Por exemplo, a Medalha do Império Britânico deixou de ser galardoada em 1993, assim como o grau de Companheiro da Ordem do Serviço Imperial. A Medalha do Império Britânico foi revivida em 2012 por conta do Jubileu de Diamante da Rainha Isabel II e continua sendo empregada nas Ilhas Cook e em outras nações da Commonwealth.
| Insígnia                          | Ordem                 | Graus                    | Fundação e lema                     | Fundador  | Barreta |
| --------------------------------- | --------------------- | ------------------------ | ----------------------------------- | --------- | ------- |
| Insígnia da Ordem de São Patrício | Ordem de São Patrício | Cavaleiro (KP) Dama (LP) | 17 de março de 1783 QUIS SEPARABIT? | Jorge III |         |

O sistema de honras britânico já englobou, em dado período histórico, ordens relacionadas ao Raj Britânico que também encontram-se suspensas na atualidade. A ordem sênior, a Ordem da Estrela da Índia, era dividida em três graus (Cavaleiro Grande-Comandante, Cavaleiro-Comandante e Companheiro), dos quais o primeiro e mais alto era conferido aos príncipes e chefes dos estados indianos e também a cidadãos britânicos residentes na Índia. Entretanto, mulheres não eram elegíveis à ordem. A Ordem do Império Indiano era dividida nos mesmos graus e também não incluía mulheres. Por outro lado, a Ordem da Coroa da Índia era destinada exclusivamente à mulheres. Em 1947, mediante à Independência da Índia, as nomeações para todas estas ordens cessaram.
Tej Singh Prabhakar, que era o último membro sobrevivente da Ordem da Estrela da Índia, faleceu em fevereiro de 2009 aos 97 anos de idade. O único membro restante da Ordem do Império Indiano, Maharaja Meghrajji III, faleceu em agosto de 2010, aos 87 anos de idade. Durante o reinado de Jorge VI, sua filha Isabel, Duquesa de Edimburgo foi apontada à Ordem da Coroa da Índia e permaneceu como último membro da ordem até seu próprio falecimento em 2022. De sua ascensão ao trono em 1952 até sua morte, Isabel II permaneceu como Soberana de todas as ordens de cavalaria relacionas ao Raj britânico, ainda que estas tenham sido abolidas.
| Insígnia                              | Ordem                     | Graus                                                                            | Fundação e lema                              | Fundador | Barreta |
| ------------------------------------- | ------------------------- | -------------------------------------------------------------------------------- | -------------------------------------------- | -------- | ------- |
| Insígnia da Ordem da Estrela da Índia | Ordem da Estrela da Índia | Cavaleiro Grande Comandante (GCSI) Cavaleiro Comandante (KCSI) Companheiro (CSI) | 25 de junho de 1861 HEAVEN'S LIGHT OUR GUIDE | Vitória  |         |
| Insígnia da Ordem do Império Indiano  | Ordem do Império Indiano  | Cavaleiro Grande Comandante (GCIE) Cavaleiro Comandante (KCIE) Companheiro (CIE) | 1 de janeiro de 1878 IMPERATRICIS AUSPICIIS  | Vitória  |         |
| Insígnia da Ordem da Coroa da Índia   | Ordem da Coroa da Índia   | Companheiro (CI)                                                                 | 1 de janeiro de 1878                         | Vitória  |         |
| Insígnia da Ordem da Birmânia         | Ordem da Birmânia         | Membro (OB)                                                                      | 10 de maio de 1940                           | Jorge VI |         |

Em dado período histórico, o Soberano britânico manteve ordens e condecorações específicas sob seu poder pessoal. Estas honrarias não eram concedidas exclusivamente por serviços prestados à Coroa britânica, mas sim sob vontade direta e expressa do monarca. A Real Ordem Guélfica, também conhecida como Ordem Guélfica Hanoveriana, foi uma ordem de cavalaria fundada por Jorge, Príncipe Regente em nome do Rei Jorge III em 1815. No Reino Unido, a ordem esteve em uso por pouco tempo, até a morte de Guilherme IV, que resultou no fim da união pessoal com o Reino de Hanôver. A ordem permaneceu por algum período como a ordem nacional de Hanôver até a dissolução do reino pela Prússia em 1866, passando então à condição de ordem de nobreza da Casa de Hanôver.
| Insígnia                        | Ordem               | Graus                                                              | Fundação e lema                        | Fundador                | Barreta |
| ------------------------------- | ------------------- | ------------------------------------------------------------------ | -------------------------------------- | ----------------------- | ------- |
| Insígnia da Real Ordem Guélfica | Real Ordem Guélfica | Cavaleiro Grã-Cruz (GCH) Cavaleiro Comandante (KCH) Cavaleiro (KH) | 28 de abril de 1815 NEC ASPERA TERRENT | Jorge, Príncipe Regente |         |

## Condecorações
O sistema britânico de honras possui as seguintes condecorações, todas conferidas pela pessoa do Soberano britânico e normalmente concedidas mediante atos em prol dos interesses da Coroa britânica. As condecorações britânicas ativas são listadas a seguir de acordo com a data de sua criação pelo então monarca britânico e não considerando, portanto, a ordem de precedência de cada uma destas.
| Condecoração                            | Estabelecida em        | Fundador    | Motivos de concessão                                                                                             | Barreta |
| --------------------------------------- | ---------------------- | ----------- | --- | ------- |
| — Cruz Vitória                          | 29 de janeiro de 1856  | Vitória     | "Mais notável bravura ou por algum ato de valor ou de autosacrifício ou extrema devoção na presença do inimigo." |         |
| — Real Cruz Vermelha                    | 27 de abril de 1883    | Vitória     | "Excepcionais serviços prestados na enfermagem militar."                                                         |         |
| — Medalha Kaisar-i-Hind                 | 10 de abril de 1900    | Vitória     | "Distintos serviços no avanço dos interesses do Raj Britânico."                                                  |         |
| — Cruz de Serviços Distintos            | 15 de junho de 1901    | Eduardo VII | "Bravura durante as operações ativas contra o inimigo."                                                          |         |
| — Medalha Indiana de Serviços Distintos | 25 de junho de 1907    | Eduardo VII | "Mais notável bravura de cidadãos indianos nas forças armadas e na polícia."                                     |         |
| — Cruz Militar                          | 28 de dezembro de 1914 | Jorge V     | "Bravura durante as operações ativas contra o inimigo."                                                          |         |
| — Cruz de Voo Distinto                  | 3 de junho de 1918     | Jorge V     | "Bravura durante as operações ativas contra o inimigo."                                                          |         |
| — Cruz da Força Aérea                   | 3 de junho de 1918     | Jorge V     | "Bravura durante voo exceto em operações ativas contra o inimigo."                                               |         |
| — Cruz de Jorge                         | 24 de setembro de 1940 | Jorge VI    | "Atos de grande heroísmo ou da mais notável coragem em circunstâncias de extremo perigo."                        |         |
| — Cruz de Bravura Notável               | 1993                   | Isabel II   | "Ato ou atos de grande heroísmo ou da mais notável bravura em operações ativas contra o inimigo."                |         |
| — Cruz Isabel                           | 1 de julho de 2009     | Isabel II   | "Ato ou atos de grande heroísmo ou da mais notável bravura em operações ativas contra o inimigo."                | —       |

## Outras honrarias e nomeações

### Par hereditário
O Reino Unido possui cinco níveis de nobreza hereditária: duque, marquês, conde, visconde e barão. Até meados do século XX, os títulos de nobreza eram costumeiramente hereditários e implicavam automaticamente ao portador o direito a um assento na Câmara dos Lordes.
Os títulos de nobreza hereditários atuais são normalmente concedidos apenas aos membros da família real britânica. As mais recentes foram as concessões ao filho mais novo de Isabel II, o então Príncipe Eduardo por ocasião de seu casamento em 1999; ao neto de Isabel II, o Príncipe Guilherme, que se tornou Duque de Cambridge na manhã anterior ao seu casamento com Catherine Middleton em 29 de abril de 2011; e ao neto de Isabel II, Príncipe Henrique, que se tornou Duque de Sussex na manhã anterior ao seu casamento com Meghan Markle em 19 de maio de 2018. Nenhum título de nobreza hereditário foi concedido a plebeus depois que o Partido Trabalhista chegou ao poder em 1964, até que Margaret Thatcher provisoriamente reintroduziu-os por duas concessões a homens sem filhos em 1983: o presidente da Câmara dos Comuns, George Thomas, e o ex-vice-primeiro-ministro William Whitelaw. Ambos os títulos foram extintos após a morte de seus detentores. Thatcher garantiu a concessão de um condado em 1984 para o ex-primeiro-ministro Harold Macmillan pouco antes de sua morte, revivendo um antiga tradição de agraciar ex-primeiros-ministros. O neto de Macmillan assumiu o título após sua morte em 1986. Nenhum título de nobreza hereditário foi criado desde então, e o próprio título de Thatcher era um título de nobreza vitalício.
Os títulos de nobreza hereditários não são "honras sob a Coroa" e, portanto, normalmente não podem ser retirados. Um título de nobreza pode ser revogado apenas por uma lei específica do Parlamento do Reino Unido e apenas para o atual titular, no caso de títulos de nobreza hereditários. Um par hereditário pode rejeitar seu título de nobreza sob o Ato de Pariato de 1963 dentro de um ano após herdar o título.

### Ordem de São João
| Ordem                                                        | Graus | Fundação e lema                     | Fundador | Barreta |
| ------------------------------------------------------------ | --- | ----------------------------------- | -------- | ------- |
| — Venerabilíssima Ordem do Hospital de São João de Jerusalém | Bailio-Grã-Cruz (GCStJ) Dama-Grã-Cruz (GCStJ) Cavaleiro de Justiça ou de Graça (KStJ) Dama de Justiça ou de Graça (DStJ) Comendador (CStJ) Oficial (OStJ) Irmão a Serviço (SBStJ) | 1888 PRO FIDE PRO UTILITATE HOMINUM | Vitória  |         |

Os Membros da Venerabilíssima Ordem do Hospital de São João de Jerusalém (fundada em 1888) podem portar as insígnias da ordem, mas sua ascensão à esta ordem em específico não confere posição na ordem de precedência do Reino Unido ou da Inglaterra. Da mesma forma, as abreviaturas ou letras pós-nominais associadas aos vários graus de membros da Ordem de São João não indicam precedência entre as outras ordens. Assim, alguém nomeado Cavaleiro da Ordem de São João não possui precedência sobre os Cavaleiros das demais ordens honoríficas britânicas, porém, recebem tratamento de "Sir" ou "Dame".

## Recusa ou retirada
Anualmente, um pequeno grupo de pessoas recusa a receber uma honraria à qual tenha sido indicada; isto se dá geralmente por questões particulares. De igual forma, as honrarias são removidas (retiradas) caso o recipiente seja condenado judicialmente. O Comitê de Baixa de Honras é o órgão responsável por averiguar as acusações de que um indivíduo não deveria portar uma honra britânica. As recomendações são feitas ao Monarca do Reino Unido, que possui a autoridade de rescindir uma condecoração outrora concedida.
Em 2009, Gordon Brown confirmou que o processo de avaliação permanece o mesmo implementado em 1994 pelo então primeiro-ministro John Major.
Entre alguns dos recomendados que recusaram às honras britânicas, estão:
- Guilherme II da Alemanha foi Cavaleiro da Ordem da Jarreteira até o início da Primeira Guerra Mundial, quando a concessão foi suspensa.
- Roger Casement foi galardoado por seu trabalho humanitário enquanto diplomata britânico; contudo, após seu envolvimento na Revolta da Páscoa, seu nome e suas patentes foram removidos definitivamente da Ordem de São Miguel e São Jorge.
- Nicolae Ceaușescu deu baixa da ordem espontaneamente por questões de alinhamento político.
- Albert Henry, ex-Primeiro-ministro das Ilhas Cook, foi retirado da ordem após acusação de fraude eleitoral.
- Robert Mugabe foi destituído de suas honrarias após apelo da família real por conta da crise política no Zimbábue.

## Ordem de precedência
No Reino Unido, a ordem de precedência é uma hierarquia simbólica utilizada em eventos, cerimoniais ou ocasiões formais ou de Estado em que sejam válidas as eventuais títulos, honrarias e condecorações recebidos por um cidadão britânico. A ordem de precedência britânica é subdividia em linhagem masculina 
(encabeçada pelo monarca) e pela linhagem feminina (encabeçada pela consorte). Desde a União das Coroas, a Grã-Bretanha foi governada por três rainhas reinantes (Ana, Vitória e Isabel II) e estas lideraram a ordem de precedência durante seus respectivos reinados.
 Baronete  ↑
1. Cavaleiro Grã-Cruz da Ordem do Banho
2. Cavaleiro-Grande-Comendador da Ordem da Estrela da Índia
3. Cavaleiro Grã-Cruz da Ordem de São Miguel e São Jorge
4. Cavaleiro-Grande-Comendador da Ordem do Império Indiano
5. Cavaleiro Grã-Cruz da Real Ordem Vitoriana
6. Cavaleiro Grã-Cruz da Ordem do Império Britânico
7. Cavaleiro-Comendador da Ordem do Banho

 Knight Bachelor  ↓